# Marchante de modas

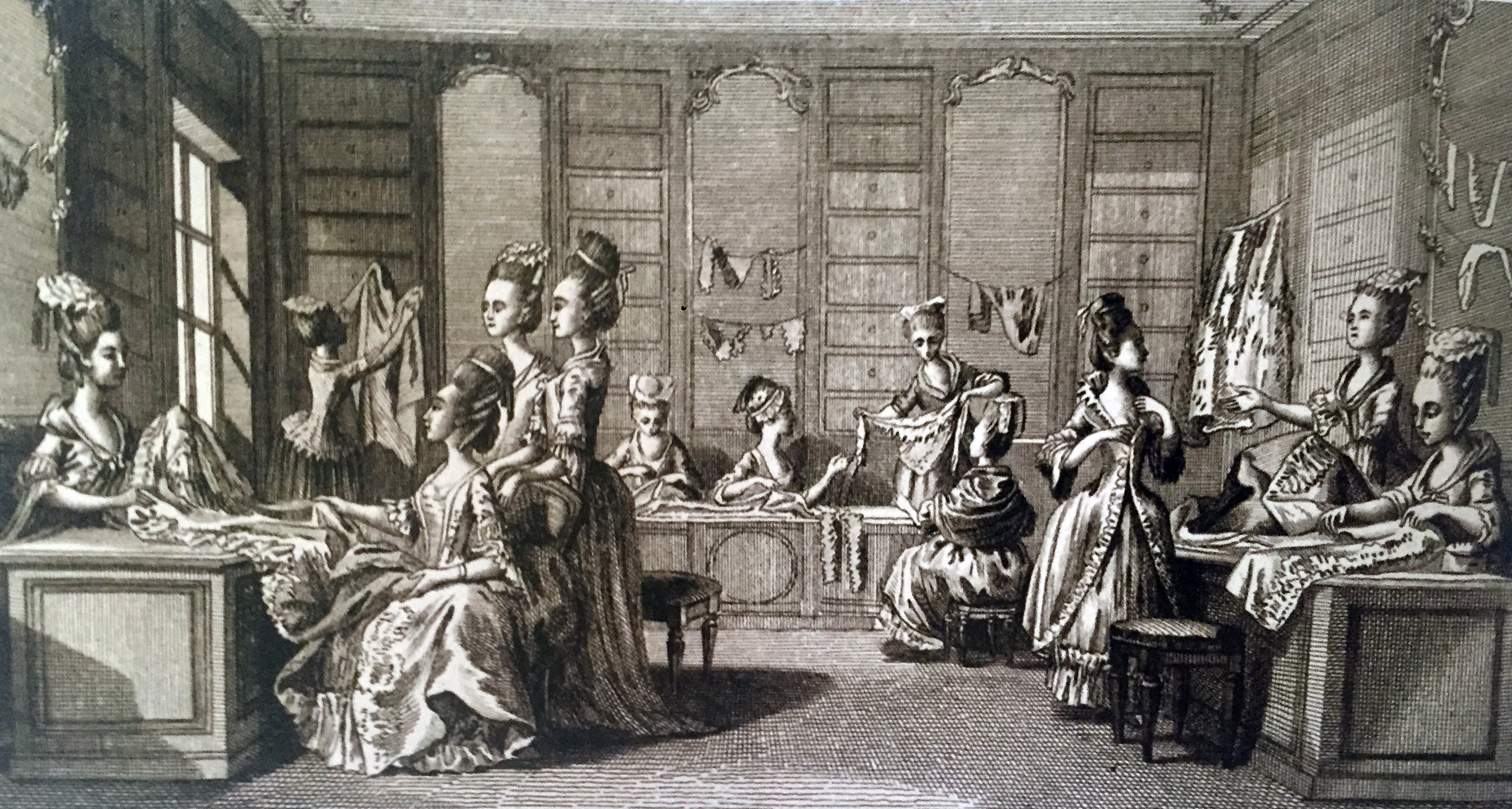
La marchande de modes, grabado de Robert Bénard, 1769.

Marchante de modas era la mujer perteneciente a la organización gremial francesa para mercaderes femeninos de moda y sombrereras, normalmente dedicadas a los ornamentos para tocados, sombreros y vestidos, dentro de la ciudad de París, activa de agosto de 1776 hasta 1791. Jugó un papel dominante dentro de la vida comercial e industria de la moda de Francia durante las últimas décadas con anterioridad a la Revolución francesa. Entre sus miembros destacaron Rose Bertin, Mademoiselle Alexandre y Madame Eloffe.